# وارن الأول. لي
وارن الأول. لي هو محامي وسياسي أمريكي، ولد في 5 فبراير 1876 في Westmoreland, New York ‏ في الولايات المتحدة، وتوفي في 25 ديسمبر 1955 في بروكلين في الولايات المتحدة. نشط حزبياً في الحزب الجمهوري. وقد انتخب عضو جمعية ولاية نيويورك ‏ وانتخب عضو مجلس النواب الأمريكي ‏.